# Triigi nina
Triigi nina är en udde på ön Ösel i Estland. Den ligger i Leisi kommun i landskapet Saaremaa (Ösel), 150 km sydväst om huvudstaden Tallinn. Triigi nina ligger på Ösels norra sida vid småköpingen Leisi och färjeläget Triigi varifrån färjorna till Dagö utgår. Den avgränsas av vikarna Upsulaht i väster och Triigi laht i öster.  